# أورلاندو سترينج
أورلاندو سترينج هو سياسي كندي، ولد في 13 يونيو 1826، وتوفي في 2 يناير 1906.